# 対自核
『対自核』（原題：Look at Yourself）は、イギリスのバンド、ユーライア・ヒープが1971年に発表した3作目のスタジオ・アルバム。

## 背景
前作『ソールズベリー』（1971年）制作後、ドラマーのキース・ベイカーがバンドを脱退し、バンド初のアメリカ・ツアーには後任のイアン・クラーク（元クレシダ）が参加した。そして、バンドは1971年の夏に本作をレコーディングし、プロデューサーのジェリー・ブロンは本作に関して「バンドが真の意味で強固な音楽的方向性を見出した時だった」と振り返っている。
タイトル曲のエンディングでは、オシビサのメンバーのうち3人がパーカッションでゲスト参加した。10分に及ぶ「七月の朝」は、バンドが当時温めていたCマイナーのメロディのアイディア3つを、1曲にまとめて作られた。
本作を最後にオリジナル・ベーシストのポール・ニュートンがバンドを離れ、続いてイアン・クラークも脱退した。

## 反響
イギリスでは1971年11月13日付の全英アルバムチャートで39位となり、バンド初の全英チャート入りを果たした。日本初回盤LP (YS-2649)は1972年3月10日に発売され、オリコンLPチャートでは19週トップ100入りして、最高5位を記録する大ヒットとなった。

## 評価
本作のリリース当時、『レコード・ミラー』誌では「各メンバーの演奏は美しいが、誰一人としてやり過ぎてはおらず、その結果、ハーモニー・ロック界で最上のアルバムの一つとなった」と評された。また、Donald A. Guariscoはオールミュージックにおいて5点満点中4点を付け「ユーライア・ヒープのアルバムの中でも、特に良質かつ一貫性のある作品の一つであり、1970年代のヘヴィメタルの中でも最高の瞬間である」と評している。
Eduardo Rivadaviaは、Ultimate Classic Rockの企画「ユーライア・ヒープの楽曲トップ10」において、「七月の朝」を9位、「瞳に光る涙」を7位、「対自核」を1位に挙げている。

## 収録曲
特記なき楽曲はケン・ヘンズレー作。
1. 対自核 - "Look at Yourself" - 5:11
2. 自由への道 - "I Wanna Be Free" - 4:01
3. 七月の朝 - "July Morning" (David Byron, Ken Hensley) - 10:32
4. 瞳に光る涙 - "Tears in My Eyes" - 5:01
5. 悲嘆のかげり - "Shadows of Grief" (D. Byron, K. Hensley) - 8:39
6. 当為 - "What Should Be Done" - 4:13
7. ラヴ・マシーン - "Love Machine" (D. Byron, K. Hensley, Mick Box) - 3:42

### 1996年リマスターCDボーナス・トラック
1. "Look at Yourself (single edit)"
2. "What's Within My Heart"

### 2003年リマスターCDボーナス・トラック
1. ホワッツ・ウィズン・マイ・ハート - "What's Within My Heart" - 5:24
2. ホワイ（アウトテイク） - "Why (Look At Yourself Out-Take)" (D. Byron, K. Hensley, M. Box, Paul Newton) - 11:18
3. 対自核（オルタネイト・シングル・ヴァージョン） - "Look at Yourself (Alternative Single Version)" - 3:19
4. 瞳に光る涙（未発表エクステンデッド・ヴァージョン） - "Tears in My Eyes (Extended Version, Previously Unreleased)" - 5:38
5. 当為（アウトテイク・オリジナル・スタジオ・ヴァージョン） - "What Should Be Done (Out-Take, Original Studio Version)" - 4:26
6. 対自核（未発表BBCセッション） - "Look at Yourself (BBC Session, Previously Unreleased)" - 4:32
7. 当為（未発表BBCセッション） - "What Should Be Done (BBC Session, Previously Unreleased)" - 3:26

## カヴァー
- 対自核
  - ザ・ピーナッツ - ライブアルバム『ザ・ピーナッツ・オン・ステージ』（1972年）に収録。
  - ガンマ・レイ - アルバム『ヘディング・フォー・トゥモロウ』（1990年）に収録[14]。
  - 高見沢俊彦 - 2018年9月1日・9月2日のパシフィコ横浜でのソロライブでカヴァー。映像作品 Takamiy 『2018 Metal of Renaissance』(2019年)に収録。
- 七月の朝
  - 西城秀樹 - 1980年7月18日に後楽園球場第3回コンサート「BIG GAME '80 HIDEKI」でカヴァー。『BIG GAME'80 HIDEKI』に収録。
  - アクセル・ルディ・ペル - アルバム『マスカレード・ボール』（2000年）に収録[15]。

## 参加ミュージシャン
- デヴィッド・バイロン - リード・ボーカル
- ケン・ヘンズレー - オルガン、ピアノ、ギター、アコースティック・ギター、ボーカル
- ミック・ボックス - リードギター、アコースティック・ギター
- ポール・ニュートン - ベース
- イアン・クラーク - ドラムス、パーカッション

アディショナル・ミュージシャン
- Teddy Osei - パーカッション(on #1)
- Mac Tontoh - パーカッション(on #1)
- Loughty Lasisi Amao - パーカッション(on #1)
- マンフレッド・マン - モーグ・シンセサイザー(on #3)